# Nages-et-Solorgues
Pour les articles homonymes, voir Nages (homonymie).
Pour l’article ayant un titre homophone, voir Nage.
Nages-et-Solorgues est une commune française située dans le sud du département du Gard en région Occitanie.
Exposée à un climat méditerranéen, elle est drainée par le Rhony et par deux autres cours d'eau. La commune possède un patrimoine naturel remarquable composé d'une zone naturelle d'intérêt écologique, faunistique et floristique.
Nages-et-Solorgues est une commune urbaine qui compte 2 160 habitants en 2022, après avoir connu une forte hausse de la population depuis 1962. Elle est ville-centre de l'agglomération de Langlade et fait partie de l'aire d'attraction de Nîmes. Ses habitants sont appelés les Nageois ou  Nageoises.
Le patrimoine architectural de la commune comprend deux  immeubles protégés au titre des monuments historiques : l'enceinte préhistorique des Castels, classée en 1913, et l'oppidum, inscrit en 1980 puis classé en 2006.

## Géographie

### Localisation
Les communes limitrophes sont  Bernis, Boissières, Calvisson, Langlade, Saint-Dionisy et Uchaud.
|           | Saint-Dionisy      | Langlade |
| Calvisson | Nages-et-Solorgues | Bernis   |
|           | Boissières         | Uchaud   |

### Climat
Pour des articles plus généraux, voir Climat de l'Occitanie et Climat du Gard.
En 2010, le climat de la commune est de type climat méditerranéen franc, selon une étude s'appuyant sur une série de données couvrant la période 1971-2000. En 2020, Météo-France publie une typologie des climats de la France métropolitaine dans laquelle la commune est exposée à un climat méditerranéen et est dans la région climatique Provence, Languedoc-Roussillon, caractérisée par une pluviométrie faible en été, un très bon ensoleillement (2 600 h/an), un été chaud (21,5 °C), un air très sec en été, sec en toutes saisons, des vents forts (fréquence de 40 à 50 % de vents > 5 m/s) et peu de brouillards.
Pour la période 1971-2000, la température annuelle moyenne est de 14,1 °C, avec une amplitude thermique annuelle de 17,3 °C. Le cumul annuel moyen de précipitations est de 725 mm, avec 6 jours de précipitations en janvier et 2,8 jours en juillet. Pour la période 1991-2020, la température moyenne annuelle observée sur la station météorologique la plus proche, située sur la commune de Gallargues-le-Montueux à 9 km à vol d'oiseau, est de 15,5 °C et le cumul annuel moyen de précipitations est de 674,8 mm,. Pour l'avenir, les paramètres climatiques de la commune estimés pour 2050 selon différents scénarios d'émission de gaz à effet de serre sont consultables sur un site dédié publié par Météo-France en novembre 2022.

### Milieux naturels et biodiversité

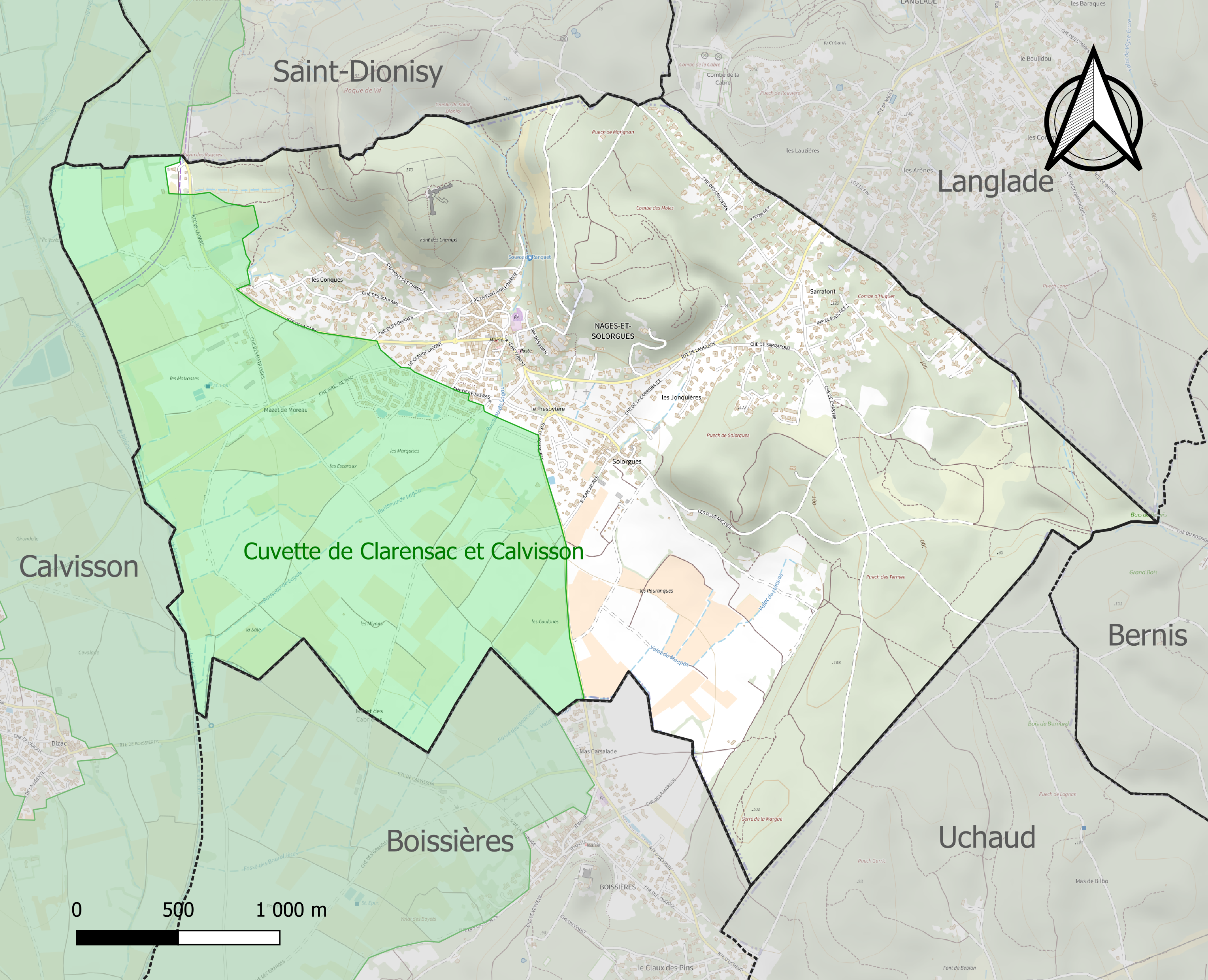
Carte de la ZNIEFF de type 1 localisée sur la commune.

L’inventaire des zones naturelles d'intérêt écologique, faunistique et floristique (ZNIEFF) a pour objectif de réaliser une couverture des zones les plus intéressantes sur le plan écologique, essentiellement dans la perspective d’améliorer la connaissance du patrimoine naturel national et de fournir aux différents décideurs un outil d’aide à la prise en compte de l’environnement dans l’aménagement du territoire.
Une ZNIEFF de type 1 est recensée sur la commune :
les « Corbières centrales » (2 641 ha), couvrant 8 communes du département.

## Urbanisme

### Typologie
Au 1er janvier 2024, Nages-et-Solorgues est catégorisée petite ville, selon la nouvelle grille communale de densité à sept niveaux définie par l'Insee en 2022.
Elle appartient à l'unité urbaine de Langlade, une agglomération intra-départementale regroupant trois  communes, dont elle est ville-centre,,. Par ailleurs la commune fait partie de l'aire d'attraction de Nîmes, dont elle est une commune de la couronne,. Cette aire, qui regroupe 92 communes, est catégorisée dans les aires de 200 000 à moins de 700 000 habitants,.

### Occupation des sols
L'occupation des sols de la commune, telle qu'elle ressort de la base de données européenne d’occupation biophysique des sols Corine Land Cover (CLC), est marquée par l'importance des territoires agricoles (42,5 % en 2018), en diminution par rapport à 1990 (44,1 %). La répartition détaillée en 2018 est la suivante : 
cultures permanentes (34,8 %), forêts (30,3 %), zones urbanisées (20,6 %), zones agricoles hétérogènes (7,7 %), milieux à végétation arbustive et/ou herbacée (6,7 %). L'évolution de l’occupation des sols de la commune et de ses infrastructures peut être observée sur les différentes représentations cartographiques du territoire : la carte de Cassini (XVIIIe siècle), la carte d'état-major (1820-1866) et les cartes ou photos aériennes de l'IGN pour la période actuelle (1950 à aujourd'hui).

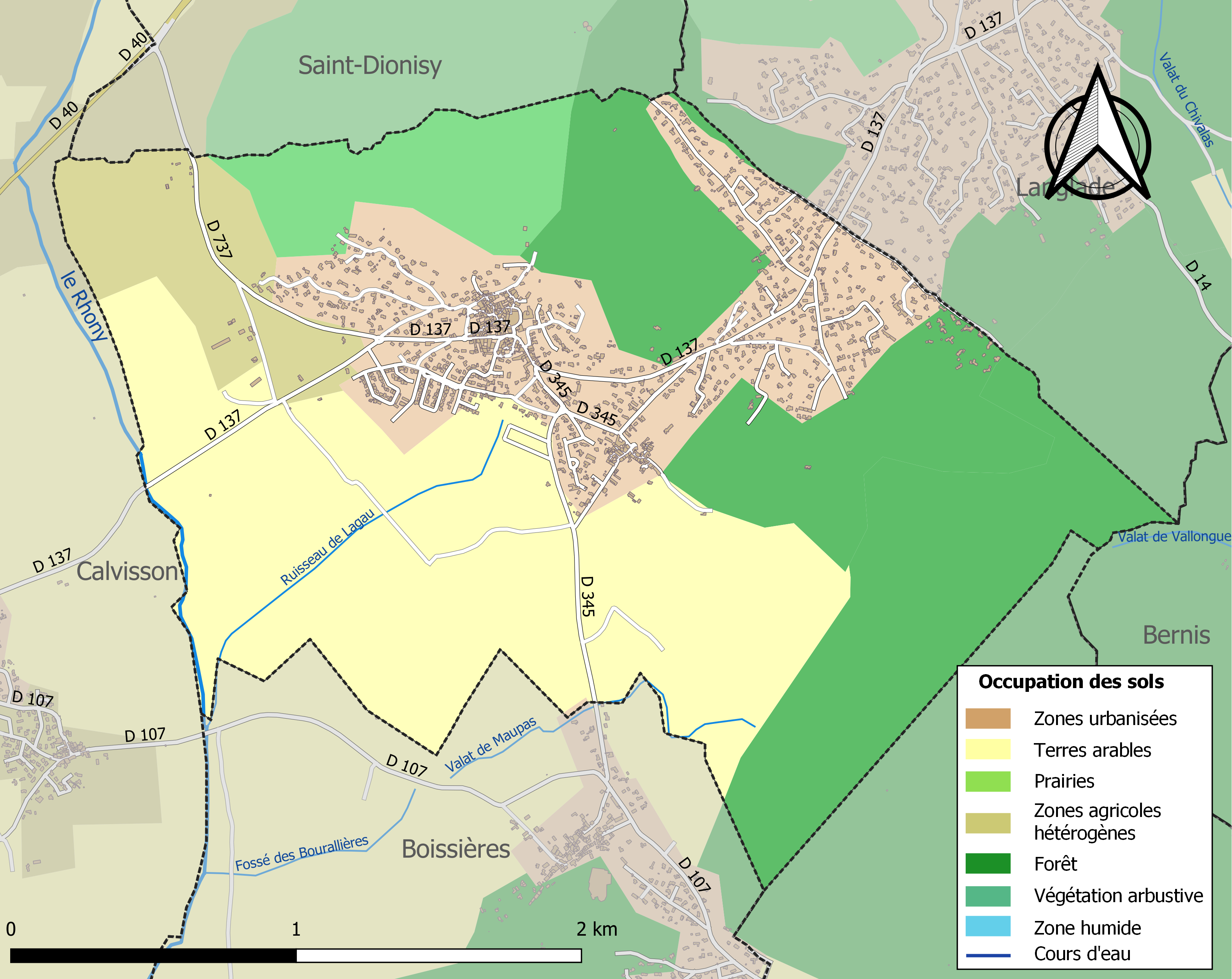
Carte des infrastructures et de l'occupation des sols de la commune en 2018 (CLC).

### Risques majeurs
Le territoire de la commune de Nages-et-Solorgues est vulnérable à différents aléas naturels : météorologiques (tempête, orage, neige, grand froid, canicule ou sécheresse), inondations, feux de forêts et séisme (sismicité faible). Il est également exposé à un risque technologique, le transport de matières dangereuses. Un site publié par le BRGM permet d'évaluer simplement et rapidement les risques d'un bien localisé soit par son adresse soit par le numéro de sa parcelle.

#### Risques naturels
Certaines parties du territoire communal sont susceptibles d’être affectées par le risque d’inondation par débordement de cours d'eau et par une crue torrentielle ou à montée rapide de cours d'eau, notamment le Rhony. La commune a été reconnue en état de catastrophe naturelle au titre des dommages causés par les inondations et coulées de boue survenues en 1982, 1983, 1988, 1994, 2005 et 2021,.

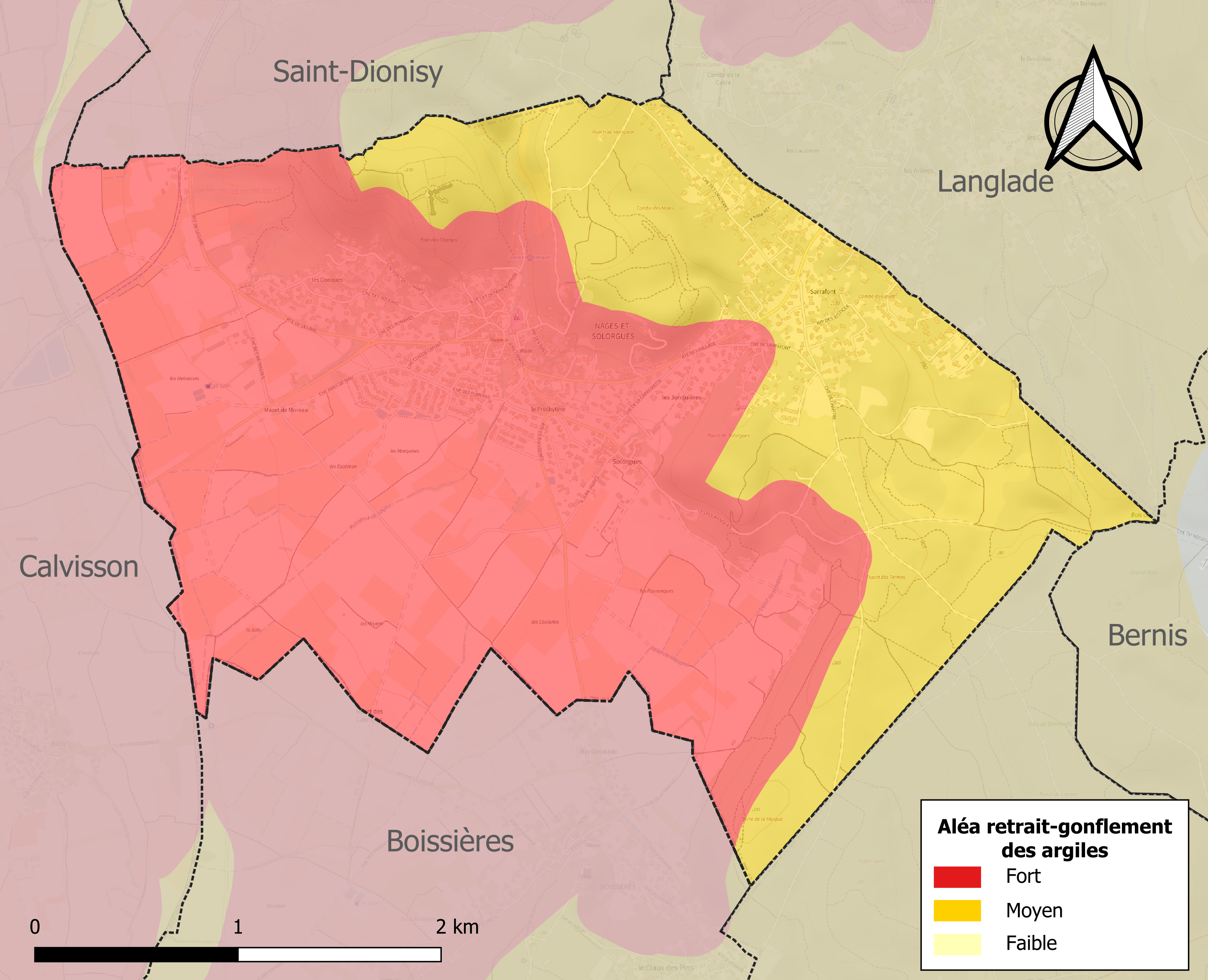
Carte des zones d'aléa retrait-gonflement des sols argileux de Nages-et-Solorgues.

Le retrait-gonflement des sols argileux est susceptible d'engendrer des dommages importants aux bâtiments en cas d’alternance de périodes de sécheresse et de pluie. La totalité de la commune est en aléa moyen ou fort (67,5 % au niveau départemental et 48,5 % au niveau national). Sur les 733 bâtiments dénombrés sur la commune en 2019, 733 sont en aléa moyen ou fort, soit 100 %, à comparer aux 90 % au niveau départemental et 54 % au niveau national. Une cartographie de l'exposition du territoire national au retrait gonflement des sols argileux est disponible sur le site du BRGM,.
Par ailleurs, afin de mieux appréhender le risque d’affaissement de terrain, l'inventaire national des cavités souterraines permet de localiser celles situées sur la commune.
Concernant les mouvements de terrains, la commune a été reconnue en état de catastrophe naturelle au titre des dommages causés par la sécheresse en 1990, 1992, 1998, 2007, 2012, 2016, 2017, 2018 et 2019, par des mouvements de terrain en 1983 et par des glissements de terrain en 1988.

#### Risques technologiques
Le risque de transport de matières dangereuses sur la commune est lié à sa traversée par des infrastructures routières ou ferroviaires importantes ou la présence d'une canalisation de transport d'hydrocarbures. Un accident se produisant sur de telles infrastructures est en effet susceptible d’avoir des effets graves au bâti ou aux personnes jusqu’à 350 m, selon la nature du matériau transporté. Des dispositions d’urbanisme peuvent être préconisées en conséquence.

## Toponymie

### Attestation du nom
| Nages                                                      | Nages                                        | Nages                                                                                |
| Année                                                      | Nom                                          | Document                                                                             |
| ---------------------------------------------------------- | -------------------------------------------- | ------------------------------------------------------------------------------------ |
| 895                                                        | Villa Anagia                                 | Cartulaire du chapitre cathédral de Notre-Dame de Nîmes                              |
| 1024                                                       | Villa Anagia                                 | Histoire de Languedoc                                                                |
| 1077                                                       | Villa Anagia                                 | Cartulaire du chapitre cathédral de Notre-Dame de Nîmes                              |
| 1156                                                       | Ecclesia de Anagia                           | Cartulaire du chapitre cathédral de Notre-Dame de Nîmes                              |
| 1265                                                       | Villa de Anagia                              | Chartes du chapitre de Nîmes, archives départementales                               |
| 1384                                                       | Villa de Anagia                              | Dénombrement de la sénéchaussée                                                      |
| 1386                                                       | Ecclesia de Anagia                           | Répartition du subside de Charles VI                                                 |
| 1396                                                       | Ecclesia de Anagia                           | Chartes du chapitre de Nîmes, archives départementales                               |
| 1435                                                       | Anages                                       | Répartition du subside de Charles VII                                                |
| 1482                                                       | Locus de Anagüs                              | Léon Ménard, notes manuscrites IV                                                    |
| 1539                                                       | Villa de Nagüs ; Sanctus-Saturninus de Nagüs | Léon Ménard, notes manuscrites IV                                                    |
| 1554                                                       | Naiges                                       | Ursy, notaires de Nîmes, XVIe et XVIIe siècles                                       |
| 1582                                                       | Nages de Serorgues                           | Claude Combes, Tariffe universelle du diocèse de Nimes                               |
| 1650                                                       | Nages et Solorgues                           | Gaillard Guirau, Style ou formulaire des lettres qui se dépêchent ez cours de Nismes |
| 1659                                                       | Le prieuré Sainct-Saturnin de Nages          | Insinuations ecclésiastiques du diocèse de Nîmes                                     |
| 1706                                                       | Le prieuré Sainct-Saturnin de Nages          | Archives départementales, G. 20611                                                   |
| Source : Dictionnaire topographique du département du Gard |                                              |                                                                                      |

| Solorgues                                                  | Solorgues                                             | Solorgues                                               |
| Année                                                      | Nom                                                   | Document                                                |
| ---------------------------------------------------------- | ----------------------------------------------------- | ------------------------------------------------------- |
| 960                                                        | Villa quæ vocatur Saravonicos, in suburbio Nemausensi | Cartulaire du chapitre cathédral de Notre-Dame de Nîmes |
| 1031                                                       | Mansus de Saravonicos                                 | Cartulaire du chapitre cathédral de Notre-Dame de Nîmes |
| 1112                                                       | Villa de Saraonegues                                  | Cartulaire du chapitre cathédral de Notre-Dame de Nîmes |
| 1169                                                       | Mansus de Saraonicis                                  | Chartes du chapitre de Nîmes, archives départementales  |
| 1396                                                       | Sereonicæ                                             | Chartes du chapitre de Nîmes, archives départementales  |
| 1435                                                       | Serorgues                                             | Répartition du subside de Charles VII                   |
| 1555                                                       | Solorgues                                             | Ursy, notaires de Nîmes, XVIe et XVIIe siècles          |
| 1582                                                       | Sororgues                                             | Claude Combes, Tariffe universelle du diocèse de Nîmes  |
| 1696                                                       | Sérorgues                                             | Insinuations ecclésiastiques du diocèse de Nîmes        |
| Source : Dictionnaire topographique du département du Gard |                                                       |                                                         |

### Étymologie
- Provençal Nage, du roman Anages, du latin Anagia, Andunum[19].
- Provençal Soulorgues, du roman Solorgues, Serorgues, Saraonegues, du bas latin Saraonicis, Saravonicos, Serconicæ[19].
- Provençal Vau-Nage, du bas latin Valnagia, du latin Vallis Anagia[19].

Les habitants s'appellent les Nageois et Nageoises.

## Histoire

### Antiquité
L'oppidum de Nages est celui qui a livré les plus importants vestiges archéologiques des 7 oppidums connus à ce jour en Vaunage.

### Époque moderne
Le village a été le théâtre de trois batailles pendant la Guerre des Cévennes :
- La première le 12 septembre 1703 : Le colonel de Firmacon, commandant la garnison royale de Calvisson forte de 350 hommes, attaque le chef camisard Cavalier à Nages. Cavalier avec 800 hommes et 200 chevaux parvient à le repousser.
- La seconde le 13 novembre 1703 : Les Camisards  entrent dans Nages et triomphent de l’infanterie royale et des dragons de la garnison.
- La troisième le 16 avril 1704 : Le maréchal de Montrevel et Grandval infligent une sévère défaite à Cavalier en ayant fait venir de nombreux renforts. Partie des hauteurs de Caveirac, la bataille s'étend jusqu'à Clarensac, Montpezat et Nages et réunit des forces importantes dans les deux camps. A Caveirac, Grandval tue un très grand nombre de rebelles, ce qui provoque leur fuite vers Clarensac mais ces derniers tombent entre les mains de Montrevel qui venait d'investir le village. A Nages, l'infanterie camisarde est décimée par le régiment de Charolais et les fuyards sont massacrés par la cavalerie de M. de Menon. Une trentaine de Camisards sont faits prisonniers. Cavalier compte 400 morts dans ses rangs (600 selon Bâville, 800 à 900 dont 3 prophétesses selon L'Ouvreleul) et parvient à s'enfuir vers Vézénobres avec 140 de ses "dragons".

Fin juillet, le villague de Solorgues est pillé par Grandval pour avoir fourni des vivres aux rebelles camisards.

## Politique et administration

### Liste des maires
| Période                                  | Période  | Identité             | Étiquette | Qualité |
| ---------------------------------------- | -------- | -------------------- | --------- | --- |
| 2001                                     | 2008     | Jean-Claude Lafont   | SE        | Maire honoraire Vice-président de la communauté de communes                                                |
| 2008                                     | En cours | Jean-Baptiste Estève | DVD       | Retraité Fonction publique Président de la communauté de communes Vice-président du Pays Vidourle-Camargue |
| Les données manquantes sont à compléter. |          |                      |           | |

## Population et société

### Démographie
L'évolution du nombre d'habitants est connue à travers les recensements de la population effectués dans la commune depuis 1793. Pour les communes de moins de 10 000 habitants, une enquête de recensement portant sur toute la population est réalisée tous les cinq ans, les populations de référence des années intermédiaires étant quant à elles estimées par interpolation ou extrapolation. Pour la commune, le premier recensement exhaustif entrant dans le cadre du nouveau dispositif a été réalisé en 2008.

En 2022, la commune comptait 2 160 habitants, en évolution de +30,67 % par rapport à 2016 (Gard : +2,97 %, France hors Mayotte : +2,11 %).
| 1793 | 1800 | 1806 | 1821 | 1831 | 1836 | 1841 | 1846 | 1851 |
| ---- | ---- | ---- | ---- | ---- | ---- | ---- | ---- | ---- |
| 400  | 422  | 476  | 490  | 485  | 480  | 492  | 481  | 485  |

| 1861 | 1866 | 1872 | 1876 | 1881 | 1886 | 1891 | 1896 | 1901 |
| ---- | ---- | ---- | ---- | ---- | ---- | ---- | ---- | ---- |
| 523  | 502  | 496  | 458  | 370  | 323  | 361  | 396  | 400  |

| 1906 | 1911 | 1921 | 1926 | 1931 | 1936 | 1946 | 1954 | 1962 |
| ---- | ---- | ---- | ---- | ---- | ---- | ---- | ---- | ---- |
| 425  | 403  | 370  | 347  | 333  | 305  | 285  | 267  | 278  |

| 1968 | 1975 | 1982 | 1990  | 1999  | 2006  | 2008  | 2013  | 2018  |
| ---- | ---- | ---- | ----- | ----- | ----- | ----- | ----- | ----- |
| 327  | 451  | 715  | 1 088 | 1 295 | 1 462 | 1 510 | 1 562 | 1 818 |

| 2022  | - | - | - | - | - | - | - | - |
| ----- | - | - | - | - | - | - | - | - |
| 2 160 | - | - | - | - | - | - | - | - |

## Économie

### Revenus
En 2018  (données Insee publiées en septembre 2021), la commune compte 765 ménages fiscaux, regroupant 2 015 personnes. La médiane du revenu disponible par unité de consommation est de 26 390 € (20 020 € dans le département). 66 % des ménages fiscaux sont imposés (43,9 % dans le département).

### Emploi
|                | 2008   | 2013  | 2018  |
| -------------- | ------ | ----- | ----- |
| Commune        | 5,2 %  | 8,6 % | 5,5 % |
| Département    | 10,6 % | 12 %  | 12 %  |
| France entière | 8,3 %  | 10 %  | 10 %  |

En 2018, la population âgée de 15 à 64 ans s'élève à 1 120 personnes, parmi lesquelles on compte 75,4 % d'actifs (69,8 % ayant un emploi et 5,5 % de chômeurs) et 24,6 % d'inactifs,. Depuis 2008, le taux de chômage communal (au sens du recensement) des 15-64 ans est inférieur à celui de la France et du département.
La commune fait partie de la couronne de l'aire d'attraction de Nîmes, du fait qu'au moins 15 % des actifs travaillent dans le pôle,. Elle compte 160 emplois en 2018, contre 180 en 2013 et 181 en 2008. Le nombre d'actifs ayant un emploi résidant dans la commune est de 794, soit un indicateur de concentration d'emploi de 20,2 % et un taux d'activité parmi les 15 ans ou plus de 57,1 %.
Sur ces 794 actifs de 15 ans ou plus ayant un emploi, 88 travaillent dans la commune, soit 11 % des habitants. Pour se rendre au travail, 89,2 % des habitants utilisent un véhicule personnel ou de fonction à quatre roues, 4,4 % les transports en commun, 3,4 % s'y rendent en deux-roues, à vélo ou à pied et 3 % n'ont pas besoin de transport (travail au domicile).

### Activités hors agriculture

#### Secteurs d'activités
153 établissements sont implantés  à Nages-et-Solorgues au 31 décembre 2019. Le tableau ci-dessous en détaille le nombre par secteur d'activité et compare les ratios avec ceux du département,.
| Secteur d'activité                                                                                        | Commune | Commune | Département |
| Secteur d'activité                                                                                        | Nombre  | %       | %           |
| --- | ------- | ------- | ----------- |
| Ensemble                                                                                                  | 153     | 100 %   | (100 %)     |
| Industrie manufacturière, industries extractives et autres                                                | 14      | 9,2 %   | (7,9 %)     |
| Construction                                                                                              | 34      | 22,2 %  | (15,5 %)    |
| Commerce de gros et de détail, transports, hébergement et restauration                                    | 27      | 17,6 %  | (30 %)      |
| Information et communication                                                                              | 5       | 3,3 %   | (2,2 %)     |
| Activités financières et d'assurance                                                                      | 4       | 2,6 %   | (3 %)       |
| Activités immobilières                                                                                    | 13      | 8,5 %   | (4,1 %)     |
| Activités spécialisées, scientifiques et techniques et activités de services administratifs et de soutien | 25      | 16,3 %  | (14,9 %)    |
| Administration publique, enseignement, santé humaine et action sociale                                    | 22      | 14,4 %  | (13,5 %)    |
| Autres activités de services                                                                              | 9       | 5,9 %   | (8,8 %)     |

Le secteur de la construction est prépondérant sur la commune puisqu'il représente 22,2 % du nombre total d'établissements de la commune (34 sur les 153 entreprises implantées  à Nages-et-Solorgues), contre 15,5 % au niveau départemental.

#### Entreprises et commerces
Les cinq entreprises ayant leur siège social sur le territoire communal qui génèrent le plus de chiffre d'affaires en 2020 sont : 
- SARL Riffard Frederic, travaux d'installation électrique dans tous locaux (462 k€)
- Union Energie, travaux d'installation d'équipements thermiques et de climatisation (270 k€)
- FDS Maçonnerie Generale, travaux de maçonnerie générale et gros œuvre de bâtiment (160 k€)
- Aqualol, autres activités récréatives et de loisirs (152 k€)
- EURL Patrick Peytier, travaux de revêtement des sols et des murs (107 k€)

### Agriculture
|               | 1988 | 2000 | 2010 | 2020 |
| ------------- | ---- | ---- | ---- | ---- |
| Exploitations | 34   | 32   | 9    | 7    |
| SAU (ha)      | 226  | 240  | 156  | 140  |

La commune est dans les Garrigues, une petite région agricole occupant le centre du département du Gard. En 2020, l'orientation technico-économique de l'agriculture  sur la commune est la viticulture. Sept exploitations agricoles ayant leur siège dans la commune sont dénombrées lors du recensement agricole de 2020 (34 en 1988). La superficie agricole utilisée est de 140 ha,,.

## Culture locale et patrimoine

### Édifices civils
- Enceinte préhistorique des Castels  Classé MH (1913)[28].
- Oppidum de Nages  Classé MH (2006)[29].
- Ancienne fontaine romaine en contrebas du site menant à l'oppidum.
- Mairie : de style néoclassique (vers 1840) précédée d'une fontaine ombragée par de très anciens platanes.

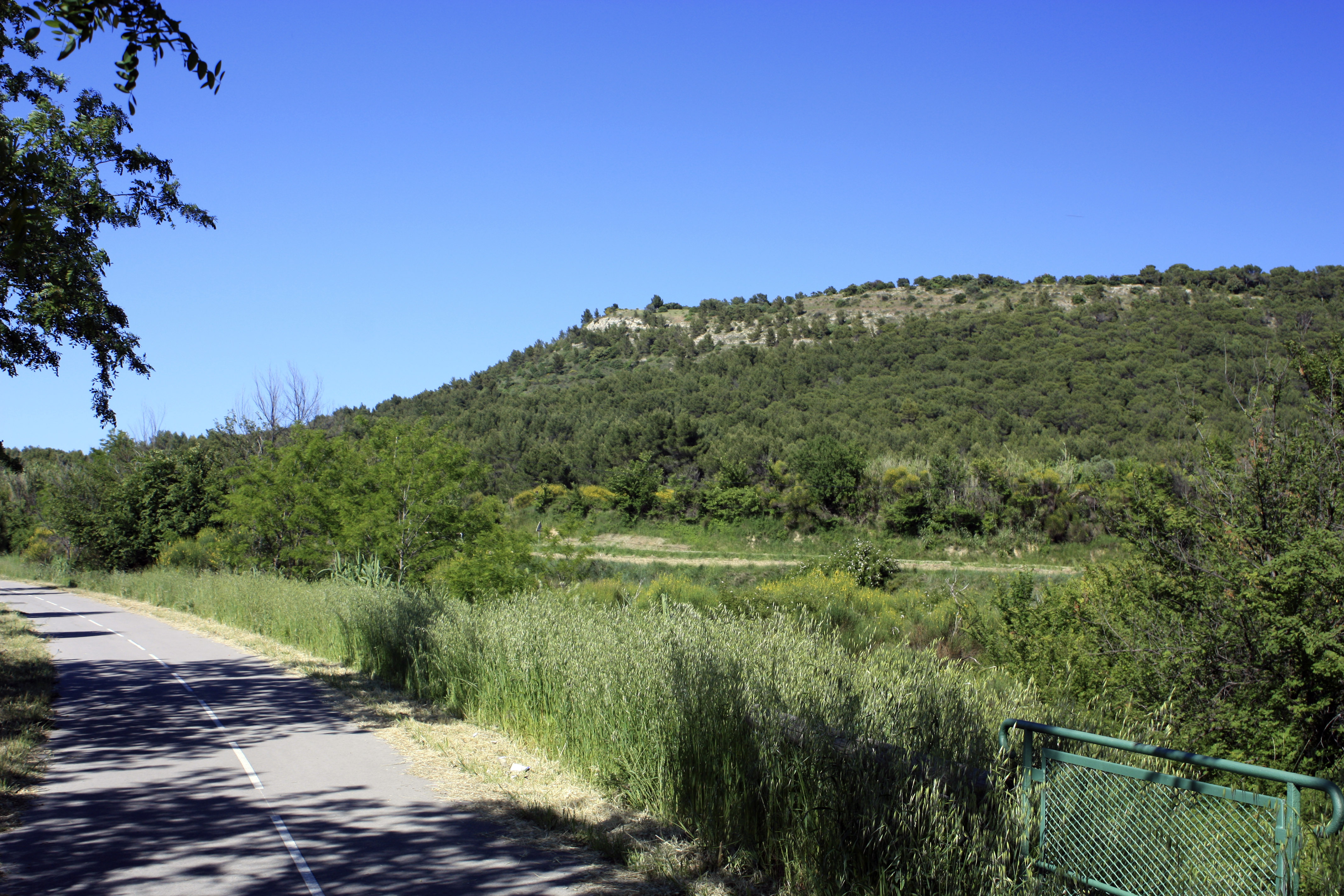
La colline de la Roque de Vif sur laquelle se trouve l'oppidum gaulois de Nages.
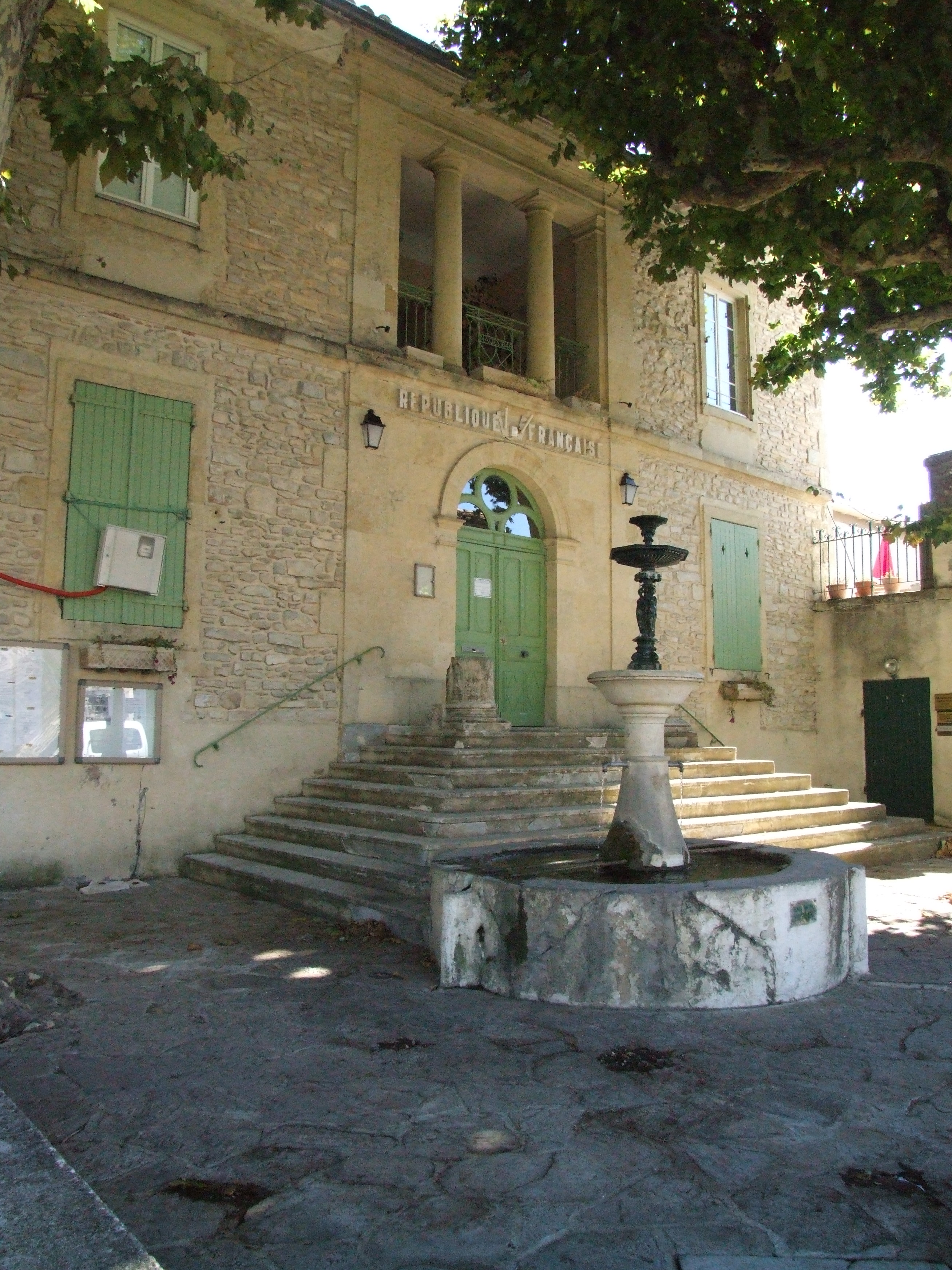
La mairie.

### Édifices religieux
- Ancienne Église de style roman devenue temple protestant au début du XIXe siècle ; un clocher surmonté d'un campanile en fer forgé comportant une cloche lui est accolée (horloge).
- Actuelle église Saint-Saturnin de Nages-et-Solorgues : petit édifice néo-gothique édifié vers 1840 au sud de la place d'armes récemment restaurée.

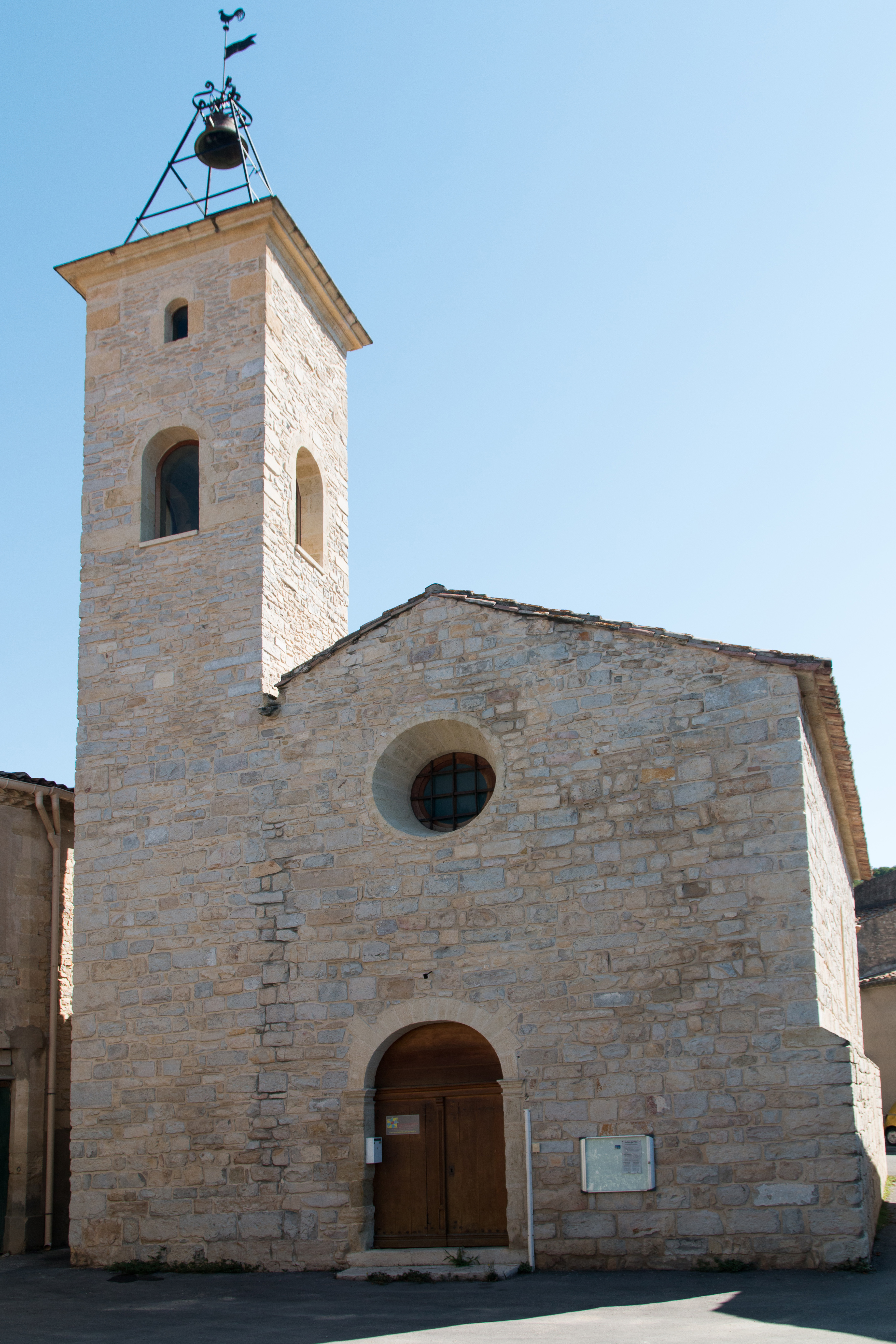
Le temple.
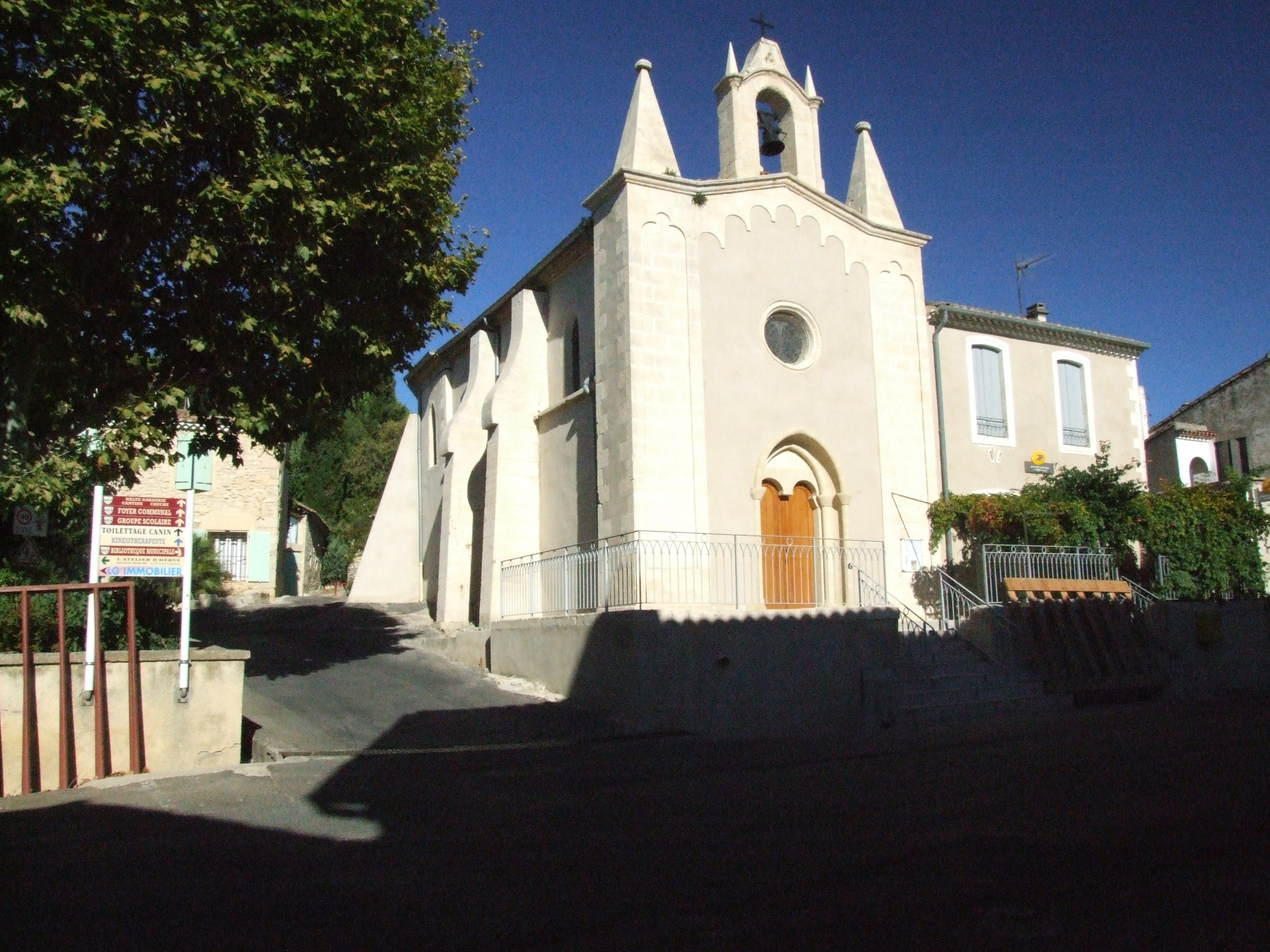
L'église actuelle.

### Patrimoine culturel
- Musée archéologique : Situé au premier étage de la mairie, le musée archéologique est ouvert en 1958 sur l'initiative de Maurice Aliger. Il regroupe divers objets évoquant la vie quotidienne des habitants du lieu : activités vivrières (agriculture, élevage, chasse), artisanales (travail des métaux, fabrication de la céramique, tissage), armes, ustensiles de toilette et objets funéraires.

### Personnalités liées à la commune
- Jean Tarrou, dont une des rues du village porte le nom, fut maire de Nages.
- Maurice Aliger (1913-1993) : historien de la Vaunage et archéologue amateur de l'oppidum des Castels depuis les années 1950. Cet employé du PLM puis de la SNCF fut l'auteur de nombreux ouvrages consacrés à la Vaunage et au-delà. Ses travaux régionaux l'amenèrent à être président de l'Académie de Nîmes. Depuis 1994, sous l'impulsion de son ami Jean Marc Roger, l'association Maurice-Aliger poursuit l’œuvre qu'il avait commencée à travers de multiples publications, expositions, conférences, visites sur le terrain, etc.
- Matthieu Moulinas : village d'enfance.

## Héraldique
| Blason de Nages-et-Solorgues | Blason  | D’or, à une rivière de sinople, dans laquelle nage un dauphin d’argent. |
| Blason de Nages-et-Solorgues | Détails | Le statut officiel du blason reste à déterminer.                        |